# Крамер, Питер
Питер Крамер (нидерл. Pieter Cramer; 1721—1776) — богатый голландский купец, торговавший льняной тканью и испанской шерстью, и энтомолог.

## Биография
Крамер собрал обширную коллекцию морских раковин, окремлений и насекомых всех отрядов. Многие красочные бабочки и мотыльки (Lepidoptera) были собраны в странах, с которыми у Голландии были колониальные или торговые связи, это Суринам, Цейлон, Сьерра-Леоне и Голландская Ост-Индия.
Крамер поручил художнику Герриту Вартенаару (англ.) нарисовать собранные не только им образцы бабочек, но и принадлежащих другим коллекционерам Нидерландов. Одним из таких собирателей был статхаудер принц Вильгельм V Оранский. Иллюстраций было так много, что натуралист и энтомолог Каспар Штоль предложил опубликовать их.
«De Uitlandsche Kapellen» является одной из ключевых работ в истории энтомологии. Все чешуекрылые из Азии, Африки и Америки на цветных гравюрах изображены в натуральную величину и раскрашены вручную. Это была первая книга об экзотических бабочках, в которой использовалась новая система классификации животных, разработанная Карлом Линнеем (1707—1778). Более 1658 видов бабочек были описаны и проиллюстрированы на 396 (или 400) пластинах. Многие виды впервые получили названия и были изображены.
Коллекции Крамера после его смерти были поделены и проданы на аукционе учреждениям и частным лицам. Голландский национальный музей естествознания стал владельцем значительной части его образцов, а также выкупил часть коллекции Крамера у частных лиц.

## Труды
- De uitlandsche Kapellen voorkomende in de drie Waereld-Deelen Asia, Africa en America — Papillons exotiques des trois parties du monde l’Asie, l’Afrique et l’Amerique (1775—1782).